# 呂調音
呂調音（16世紀—16世紀），字宗夔，號二石，湖廣武昌府江夏縣人，明朝政治人物。

## 生平
呂調音是嘉靖十年（1531年）辛卯科湖廣鄉試舉人，十九年（1540年）授汝陽知縣，當時地方飢荒，他除俸祿外絲毫不取，上奏朝廷請求暫停徵收糧餉，拒絕收受里長的珍奇異物，入覲路途中收到陞遷通知，立刻下馬，別人勸他繼續騎乘，他說：「不是汝陽官員，怎可乘坐汝陽馬匹？」責罵對方離去，二十三年（1544年）調青浦知縣，陞眉州知州，人稱廉平，辭官回鄉後如寒士一樣。在汝陽時他曾提拔趙賢，對方擔任湖廣巡撫時曾數次前往探望，他也一無所請，藩王因罪被廢後，拿出千金為他賀壽，他大罵並揮去金錢，去世後趙賢為他寫下墓誌銘。

## 引用
1. 1 2  乾隆《江夏縣志·卷十·文苑》：呂調音，字宗夔，嘉靖辛卯鄉舉，授汝陽知縣，調青浦，遷眉州知州，所至稱廉平，宦歸猶如寒士；當知汝陽時識巡撫趙賢於總角，及撫楚數式其廬，調音一無所請，某王以罪廢，行千金為壽，大罵揮去，沒後趙為表其墓。
2. ↑  乾隆《江夏縣志·卷七·選舉》：舉人……（嘉靖）辛卯 呂調音 號二石，眉州知州，祀鄉賢
3. ↑  民國《汝陽縣志·卷七》：呂調音，舉人，下車時汝饑人相食，侯廉以自奉，俸薪外不溢取一物，日條上便宜起溝中瘠京邊諸餉，令里長手授奇羨不問，入覲道上得計信，旋西平解生騎還之，左右彊之騎，曰：「不官于汝，乘汝騎？」祗速戾耳卻之。